# Liběchov
Město Liběchov (něm. Liboch) se nachází v okrese Mělník ve Středočeském kraji, v půli cesty mezi Mělníkem a Štětím, na pravém břehu řeky Labe při ústí potoka Liběchovky. Součástí města je i vesnice Ješovice, na jejíž katastrální území zasahuje jihozápadní výběžek Chráněné krajinné oblasti Kokořínsko – Máchův kraj. V Liběchově žije přibližně 1 100 obyvatel.

## Historie

### Nejstarší osídlení
Pravěké osídlení místa dokládá žárový hrob na návrší v lokalitě dnešní školy. Nalezené nádobky vypichované keramiky a kamenné nástroje pocházejí z neolitu, mladší doby kamenné (5000–3500 př. n. l.).

### Středověk
Počátek středověkého osídlení dnešní obce není historickými prameny doložen. Nejpozději na přelomu 13. a 14. století byl u Labe na zpevněném písečném ostrůvku (jesepu) vystavěn vladycký statek pánů z Liběchova, nejspíše okrouhlá dřevěná tvrz s vodním hrazením, strážící odbočku zemské polabské stezky, směřující vzhůru táhlým dubským úvalem. Protékající bujná říčka (vůči Labi „zprava přitékající“) se nazývala Desná, později Deštná a Liběchovský potok (Libocher Bach), dnes se jmenuje Liběchovka.
Do psaných dějin vstoupil Liběchov záznamem v Deskách zemských roku 1311 (dle jiného pramene 1316) se zmínkou o rytíři Dominikovi (Dominovi) z Lubiechowa se syny Václavem a Jurzatou. Místní jméno Liběchov bylo odvozeno přivlastňovací příponou -ov od osobního jména L'uběch a znamenalo „L'uběchův, Liběchův (dvůr)“. Z lidového úzu Libochov vznikla i pozdější německá podoba názvu Liboch (od roku 1720).
Na počátku 15. století patřil Liběchov rodu Škopků z Dubé. Jindřich z Dubé, syn královského hofmistra a oblíbence krále Václava IV., byl přítelem a ochráncem kazatele Jana Husa. V této spojitosti dlužno poznamenat, že v literatuře uváděný Husův pobyt na liběchovské tvrzi po vyhlášení interdiktu nad Prahou v říjnu 1412 není historicky doložen a lze jej pokládat za smyšlený. Od roku 1430 Liběchovské panství střídalo majitele.
Od roku 1438 byl Liběchov v držení Pánů z Liběchova, od roku 1455, resp. od roku 1477 nazývaných vladyků „erbu půl jelena“. Polovina jelena ve skoku se stala také místní heraldickou figurou.

### Renesance
Roku 1543 se připomíná Vilém Beřkovský z Šebířova. Roku 1583 zemřel majitel statku, slezský šlechtic Kašpar Belvic z Nostvic (Nosswitz) a společně se ženou Evou byl pohřben v kostele sv. Havla, kde se ve stěně dochovala dvojice jejich náhrobků. Po nich roku 1603 vlastnila liběchovské zboží Anna Belvicová ze Štampachu. Roku 1615 se připomíná Jan Kryštof, rytíř Belvic z Nostvic. Starou tvrz dal tehdy přestavět v renesanční, plně kamenný, dvoupodlažní opevněný objekt okrouhlého půdorysu, půl tvrz, půl zámek se štíhlou věží. Stavba byla obkroužena širokým vodním příkopem, hloubeným v původních ramenech říčky, obdobně jako to je řešeno například na zámku – tvrzi v Roztokách u Prahy). Roku 1623 se připomíná tvrz pod kostelem na návrší. V roce 1621 je při zámku zaznamenán poplužní dvůr, vinice, mlýn, pivovar a ovčín. Toho roku panství převzala Magdaléna Belvicová, provdaná za Jiřího Malovce z Chýnova. Po její brzké smrti se Jiří roku 1643 oženil s její neteří Dorotou Františkou, dcerou cítovského pána Jana Kryštofa Belvice, zemřel však již roku 1647 bezdětný.

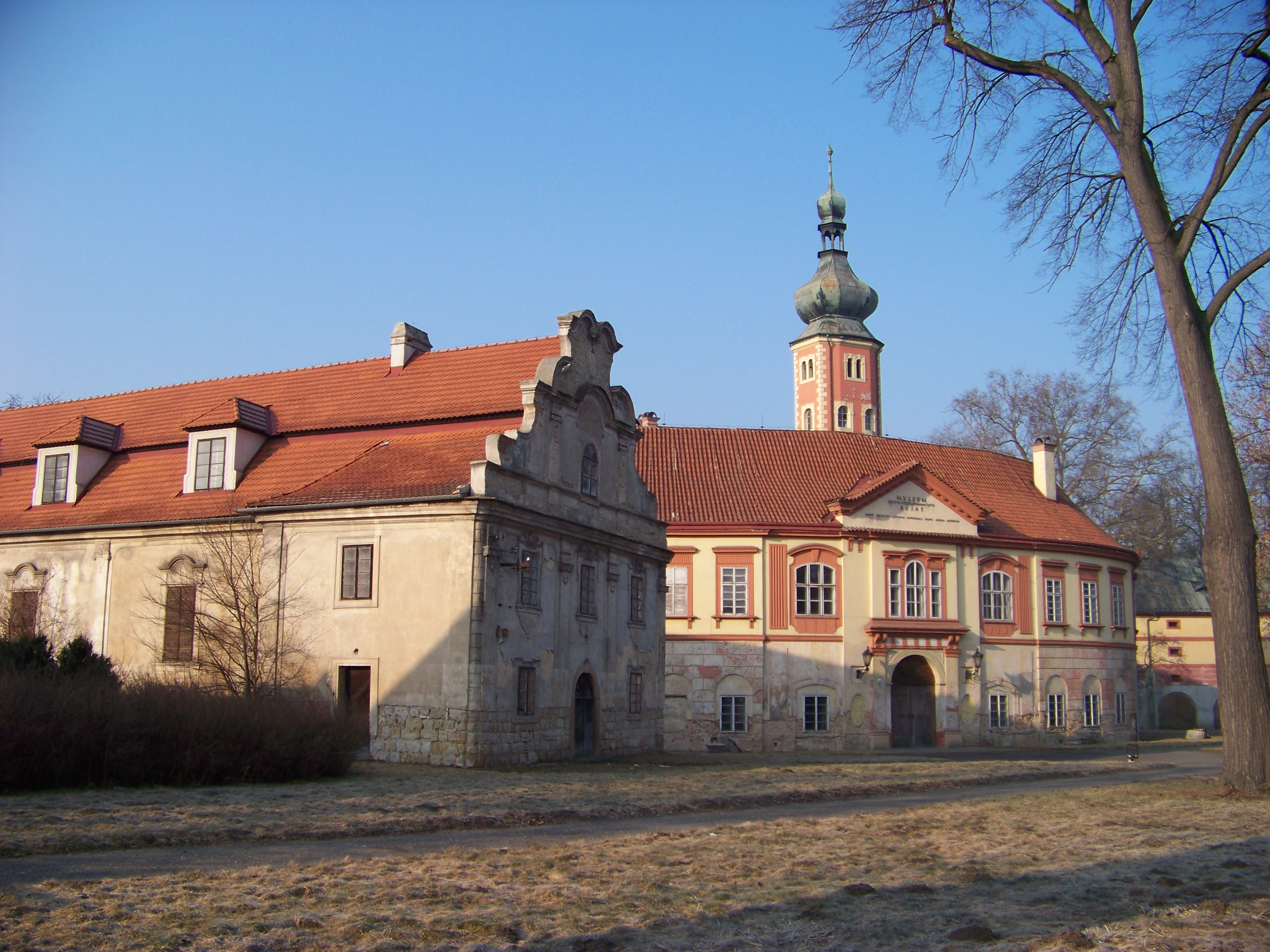
Zámek Liběchov

### Rané baroko
Roku 1648 císařský voják, hrdina třicetileté války a zemský soudce italského původu Hyacint Karel, hrabě Villani z Pillonica (1610–1656) získal Liběchov sňatkem s již vdovou, Dorotou Františkou, rozenou Belvicovou, ovdovělou Malovcovou. Přivedl si do Liběchova Karla, mladšího ze dvou synů z prvního manželství. Z manželství s Dorotou vzešly jen dvě dcery. Roku 1654 dal Hyacint Villani na viničním vrchu nad řekou vystavět kamennou zdaleka viditelnou kapli Sv. Ducha a Božího Hrobu, kde byl později sám pohřben. Jeho hrob s identifikační nápisovou cedulkou objevili Veithovi dělníci roku 1823, ale náhrobní desku neopatrnou manipulací zničili.
Samostatná zvonice v půli kopce zanikla roku 1823 po přístavbě mohutné hranolové věže kostela, do které byly tři zvony přeneseny. Okrsek viniční hory byl italskými mistry domodelován terasovitě ve stylu italských zahrad a vyzděn opukou a pískovcem. Toto impozantní dílo, v současnosti silně chátrající, s již opuštěnou vinicí, patří rozlohou i objemem použitého kamene k největším stavebním počinům širokého okolí. Deska se znakem Antonína Ladislava Veitha byla odtud roku 2005 přenesena do muzea v Mělníku.
Roku 1664 zámek od Hyacintova syna, Karla Ludvíka de Villani koupil Ferdinand Kryštof von Scheidler (+1696), rovněž hrdina třicetileté války, vystudovaný právník a údajný vychovatel císaře Leopolda I. Dva oltářní obrazy do kostela sv. Ducha dodal proslulý pražský malíř Karel Škréta, není však doloženo, zda byl objednavatelem Scheidler nebo již Hyacint Villani. Liběchovské nemovitosti si po otcově smrti rozdělilo pět Scheidlerových dcer, z nichž Antonie Scheidlerová se roku 1709 provdala za hraběte Jana Jáchyma Pachtu z Rájova.

### Vrcholné baroko
Osmnácté století přineslo Liběchovu jedinečný stavební i hospodářský rozkvět, jehož plody určují tvářnost obce dodnes. Především se tak stalo činností vzdělaného, kultivovaného a bohatého šlechtice Jana Jáchyma, hraběte Pachty z Rájova, a posléze jeho syna Huberta Karla.
Na zvelebení panství se tehdy podílely osobnosti výtvarného života evropského formátu: císařský dvorní architekt František Maxmilián Kaňka jejich sídlo přestavěl v letech 1725–1730 na pohodlný barokní zámek s obdivuhodným citem pro původní stavbu: podkovovité jádro bylo uzavřeno novým barokním obdélným křídlem se salou terrenou v přízemí a slavnostním sálem v patře. Malby v zámku i v kostele sv. Havla prováděli věhlasní malíři Václav Vavřinec Reiner a Jan Petr Molitor. Parter zámecké zahrady, terasa a schodiště kostela byly přetvořeny a osazeny sochami, z nichž nejvzácnější je Perseus, kterého vytesal proslulý sochař Matyáš Bernard Braun.
Roku 1730 byl také přestavěn pozoruhodný farní patronátní kostel sv. Havla. Nad silným minerálním pramenem na blízké lokalitě Boží Voda (německy Geweihtenbrunn – Svěcená voda) byla nad studánkou vedle lázně zřízena kaple Panny Marie. Boží Voda byla propojena se zámkem promenádní cestou se stromořadím zvaným Palouček.

### Klasicismus
Rokem 1780 je datována Kalvárie, kamenná Křížová cesta o 14 zastaveních, lemovaná lipovou alejí. Do jejích výklenkových kaplí byly zasazeny dnes nezvěstné obrazy, které namaloval jezuita Josef Kramolín. Roku 2002 byly nahrazeny novými obrazy. Roku 1781 byla vystavěna honosná konírna pro „4 × 8 koní“, kterou ve štítu identifikuje latinský nápis s chronogramem. Císař Josef II. dekretem z roku 1782 mimo jiné zrušil jak liběchovské poutě, tak liběchovský kostel sv. Ducha.

### Romantismus a národní obrození

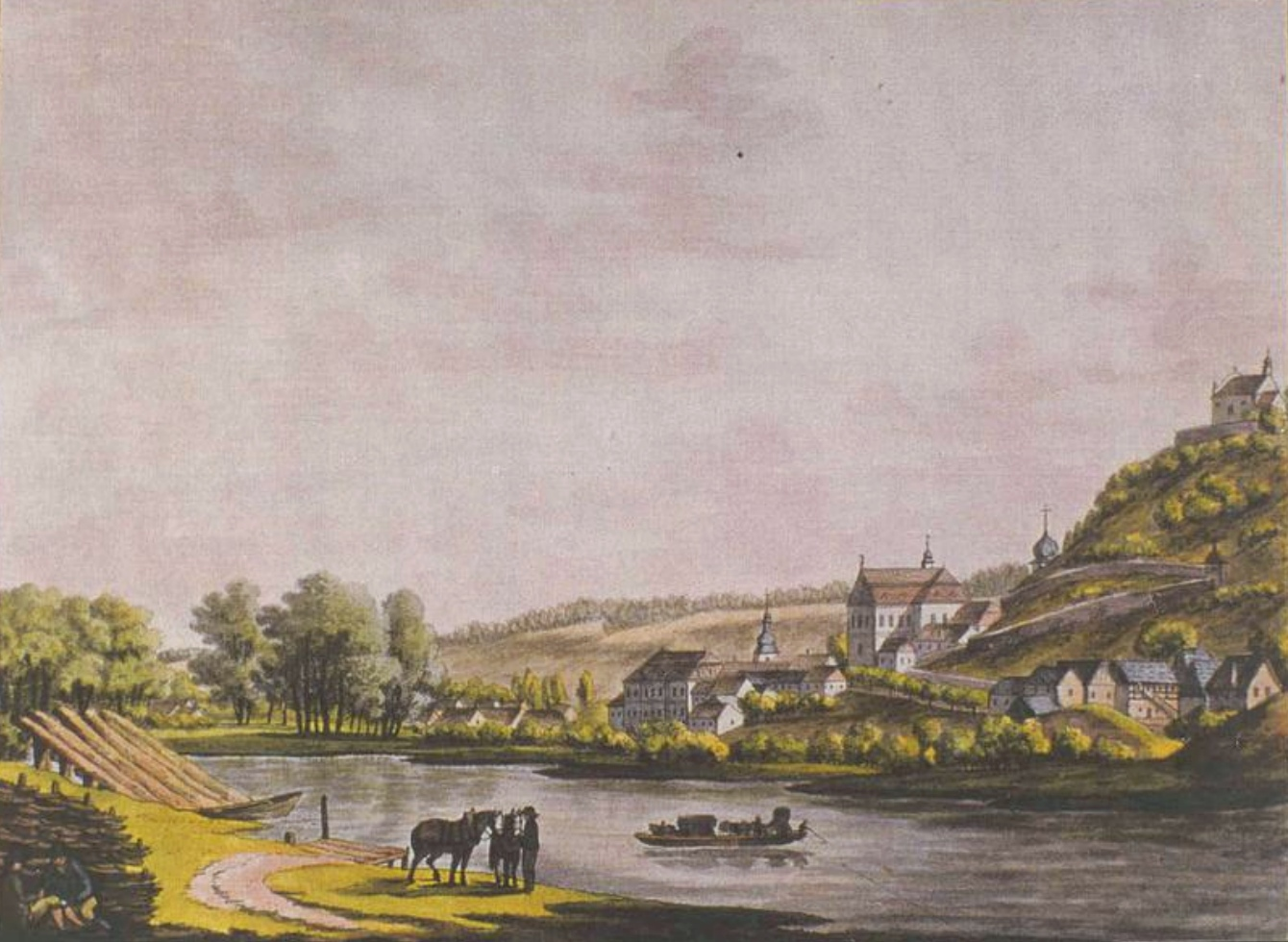
Nejstarší veduta Liběchova z roku 1802 od Antonína Pucherny

Prvé tři čtvrtiny 19. století vlastnil toto panství další slavný rod, Veithové. Roku 1801 panství zakoupil Jakub Veith (1758–1833), úspěšný průmyslový podnikatel, výrobce bavlněných tkanin pro armádu, původem z Volar, pak českobudějovický měšťan, povýšený do šlechtického stavu. Po velkém požáru v roce 1811 dal zámek upravit do klasicistní podoby. V zámecké zahradě upravené na libosad postavil rozlehlý skleník , jedna část sloužila jako fíkovna (s 25 stromy) a druhá jako oranžerie. Roku 1823 dal Veith ke kostelu sv. Ducha přistavět věž – zvonici a rozšířil podzemní kryptu pro svoji rodinu.
Na Boží Vodě vyrostl nový lázeňský dům a roku 1832 byla mezi farou a kostelem sv. Havla vystavěna německá škola. V blízké obci Želízy Veith zbudoval cukrovar.

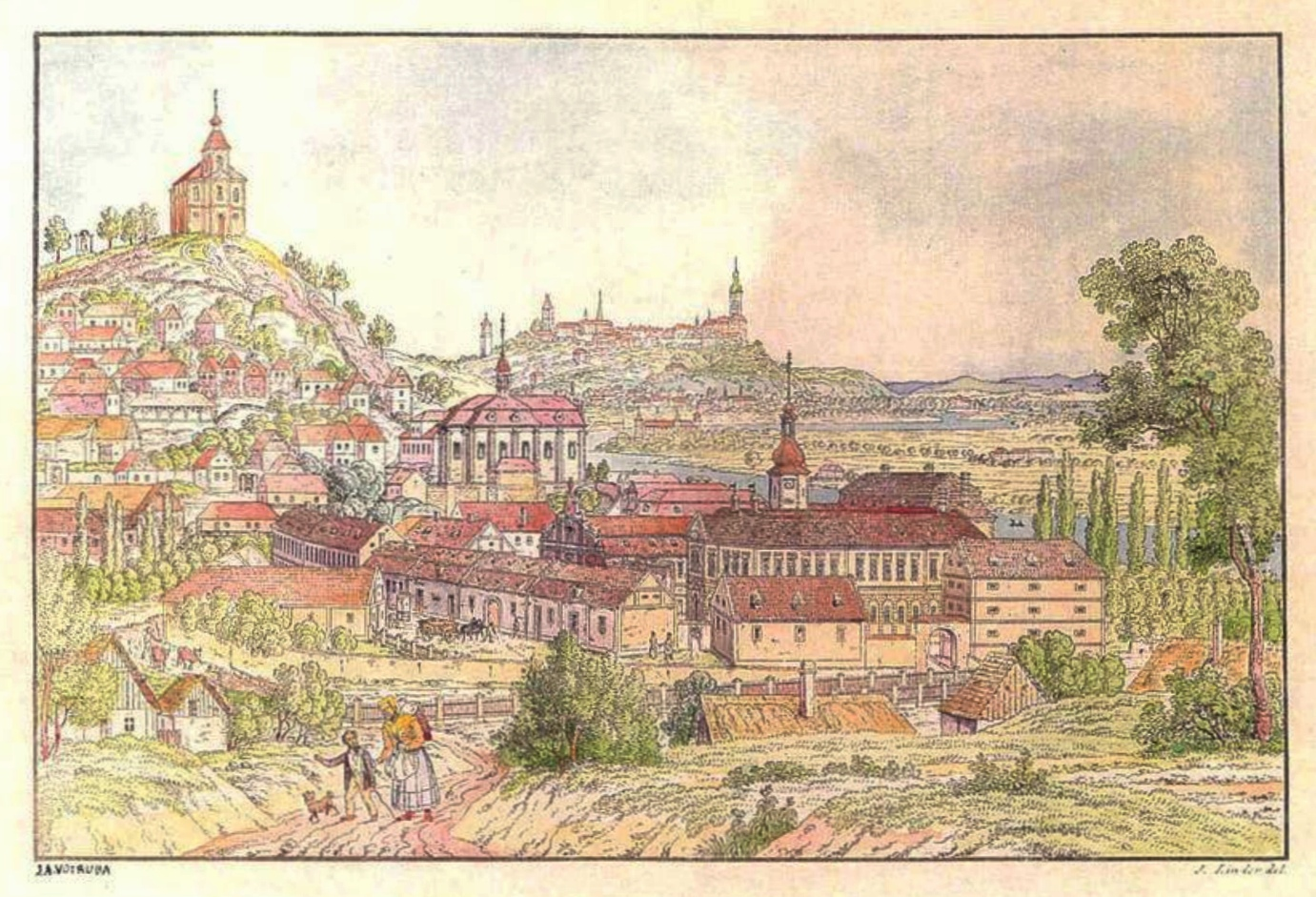
Veduta Liběchova z první poloviny 19. století, autor Josef Linder

Syn Antonín Veith (1793–1854) a jeho bratr patřili k štědrým podporovatelům umění, vědy a kultury. Na zámku v Liběchově, upraveném do novogotické podoby, podle básníka Karla Egona Eberta vytvořili „Hnízdo romantické doby“. Veithův liběchovský salón až příliš štědře hostil po dvě desetiletí nejvýznačnější představitele českého národního obrození, umělecké a intelektuální elity: Filozof pater Bernard Bolzano zde dokončil svůj proslulý spis Paradoxy nekonečna, sochař Ludwig Schwanthaler předložil skici 12 soch hrdinů české historie pro Veithův Slavín v Tupadlech, jehož architektonický návrh dodal Wilhelm Gail, útočiště zde našel po své exkomunikaci kněz a básník František Matouš Klácel. Jako Veithovi společníci i rádci zde pobývali historik František Palacký, Josef Jungmann, Josef Václav Frič, Václav Hanka, Karel Sabina, František Ladislav Rieger a mnoho dalších. O dění na Liběchově referoval samotář Emanuel František Velc.
V obci působil vlivný vlastenecký farář, pater Filip Čermák (Tuchoměřický), který byl Veithovým společníkem stejně jako pater Václav Krolmus. Vynikající malíř Josef Navrátil (1798–1865) zámek obohatil velkolepou výmalbou sally terreny podle eposu o Vlastě a Dívčí válce, který napsal Karl Egon Ebert. Navrátil vyzdobil také Orientální sál. S Liběchovem je spojena tvorba význačného českého sochaře, původně zámeckého kuchaře Václava Levého. V blízkých lesích dodnes zachovány jeho rané monumentální romantické skalní skulptury: kaplička Máří Magdalény, Harfenice, Kazatelna, Had, Čertovy hlavy, Klácelka, Blaník. V nedalekých Tupadlech započata stavba českého Slavína. Z důvodu nedostatku financí po Veithově smrti však zůstala nedokončena. Veithův synovec Antonín Ladislav byl nucen panství Liběchov prodat.

### Střídání majitelů
Roku 1878 Liběchov koupil kníže Emanuel Collalto, od něj svobodná paní z Armínu. Od poloviny 80. let 19. století do roku 1918 vlastnila panství pruská hraběnka Marie von Lippe z Biesterfeldu a Weissenfeldu. Na zámku nesídlila, panství pro ni kolem roku 1884 spravoval Alois Reichelt a po něm od roku 1894) česká pachtýřská rodina Homolků.

### Rozkvět za první republiky
Po rozpadu Rakouska-Uherska a vzniku Československé republiky v roce 1918 ing. František Homolka od hraběnky von Lippe zanedbané panství koupil a postupně obnovil jeho prosperitu. Jeho zemědělský statek a lesní správa byly nevýznamnějším hospodářským subjektem. K prosperujícím podnikům patřil také např. mlýn Jana Papouška. Státem byl roku 1935 Liběchov povýšen na město a uznán nový městský znak se lvem kráčejícím doprava a vinnými hrozny, po 2. světové válce byl statut města zpochybňován, ale od roku 2007 je opět platný.

### Mnichov a druhá světová válka
Pro staletí postupující germanizaci severních Čech stal se Liběchov nejjižnější výspou, vzdálenou pouhých několik kilometrů od českého královského města Mělník. V té spojitosti byl Liběchov - Liboch přirovnáván k „hrázi na Labi“. Mnichovským diktátem je v říjnu 1938 národnostně smíšená obec (poměr Čechů a Němců 1:1) odtržena od českých zemí a začleněna do Sudetoněmecké župy Velkoněmecké říše (Reichsgau Sudetenland). Židé jsou deportováni do koncentračních táborů, české obyvatelstvo hrubě diskriminováno a vyloučeno z veřejného života. Zámek sloužil jako vojenský lazaret.

### Od roku 1945
V letech 1945–1946 obec nuceně opustili jednotlivci i rodiny německé národnosti (více než 50 % obyvatel). Uvolněné nemovitosti byly dosídleny. Dlouhodobé správní napojení obce na Dubou se po druhé světové válce změnilo, Liběchov přešel pod správu okresu Mělník. Působnost obce byla rozšířena o sousední, dříve samostatné Ješovice.
Roku 1963 získalo několik zestátněných zpustlých objektů do správy Ministerstvo kultury: zámek, pivovar a kapli sv. Ducha propůjčilo Národnímu muzeu v Praze. V roce 1975, po osmileté generální rekonstrukci zámeckého objektu, bylo otevřeno v jeho prostorách Muzeum asijských kultur jako sekce Náprstkova muzea, součásti Národního muzea v Praze. Současně byla rekonstruována barokní budova pivovaru, kterou Náprstkovo muzeum dodnes užívá jako depozitář. V první polovině 90. let na terasách pod kaplí sv. Ducha a sv. Hrobu po čtyřech stoletích zanikla viniční trať, pozemky (stejně jako budovu zámku) získala v privatizaci rodina Homolků. Výrazně se změnil krajinný kolorit, v druhé polovině 20. století silně narušený stavbou rozlehlé elektrárny a později dýhárny na protějším břehu Labe. Oproti této újmě byla na konci století rekonstruována dlouho neudržovaná rozlehlá zámecká zahrada a rovněž dosud zanedbaný okrsek podmanivého kouzla s křížovou cestou a památnou lipovou alejí.
V srpnu 2002 zámek a část obce silně postihla pětisetletá povodeň. Výška vody při záplavě dosáhla v přízemí zámku výšky 3,2 metru. Během povodní se muzejní sbírky musely odstěhovat a expozice pobočky Náprstkova muzea v zámku již nebyla obnovena. Na přelomu tisíciletí zůstává Liběchov a jeho blízké okolí památkovou lokalitou mimořádné hodnoty kulturně-stavební, krajinné i přírodní jako jihozápadní okraj Přírodního parku Rymáň, sousedícího s Chráněnou krajinnou oblastí Kokořínsko – Máchův kraj .
30. září 2015 byl zapsán do spolkového rejstříku spolek Liběchov sobě – spolek pro záchranu kostelíčka, jehož základní myšlenkou jako dobrovolného nepolitického spolku založeného podle občanského zákoníku je především podpora při získání kaple sv. Ducha a sv. Hrobu do vlastnictví města Liběchova, jeho oprava, udržování a úprava přilehlých pozemků a zeleně, dále osvětové působení na veřejnost zaměřené na vytváření vztahu ke kostelíčku a na rozvoj kulturního a společenského života ve městě.
Status města byl Liběchovu udělen 26. dubna 1935, v polovině 20. století o něj město přišlo a obnoven byl 23. ledna 2007.
Sídlí zde Ústav živočišné fyziologie a genetiky AV ČR, kde mj. v minulosti působil lékař Karel Fortýn.

## Územněsprávní začlenění
Dějiny územněsprávního začleňování zahrnují období od roku 1850 do současnosti. V chronologickém přehledu je uvedena územně administrativní příslušnost obce v roce, kdy ke změně došlo:
- 1850 země česká, kraj Česká Lípa, politický okres Dubá, soudní okres Štětí[12]
- 1855 země česká, kraj Litoměřice, soudní okres Štětí
- 1868 země česká, politický okres Dubá, soudní okres Štětí
- 1939 Sudetenland, vládní obvod Ústí nad Labem, politický i soudní okres Dubá[13]
- 1945 země česká, správní okres Dubá, soudní okres Štětí[14]
- 1949 Pražský kraj, okres Mělník[15]
- 1960 Středočeský kraj, okres Mělník
- 2003 Středočeský kraj, okres Mělník, obec s rozšířenou působností Mělník

### Rok 1932
V obci Liběchov (něm. Liboch, přísl. Boží Voda, 1344 obyvatel, poštovní úřad, telegrafní úřad, telefonní úřad, četnická stanice, katolický kostel, sbor dobrovolných hasičů) byly v roce 1932 evidovány tyto živnosti a obchody: 2 lékaři, 3 autodopravci, 4 pekaři, 2 stavební družstva, stavební hmoty, stavitel, pivovar Homolka, pokrývač, mlýn na barevná dřeva Pecher, 3 řezníci, 3 holiči, 7 hostinců, 3 porodní asistentky, 3 obchody se smíšeným zbožím, obchod s obilím, velkostatek Homolka, obchod s dřívím, obchod s chmelem, biograf Sokol, pohřební ústav, 2 malíři, Umělecký mlýn, velkoobchod s ovocem, 2 sadaři, pila Pecher, Lidové sanatorium dělnictva krejčovského, 2 sedláři, 2 zámečníci, kovář, 2 krejčí, 3 obuvníci, Občanská záložna pro Liběchov, Spar- und Darlehenskassenverein Liboch, výčep lihovin, 2 trafiky, 2 truhláři, kolář, cukrář.

## Pamětihodnosti

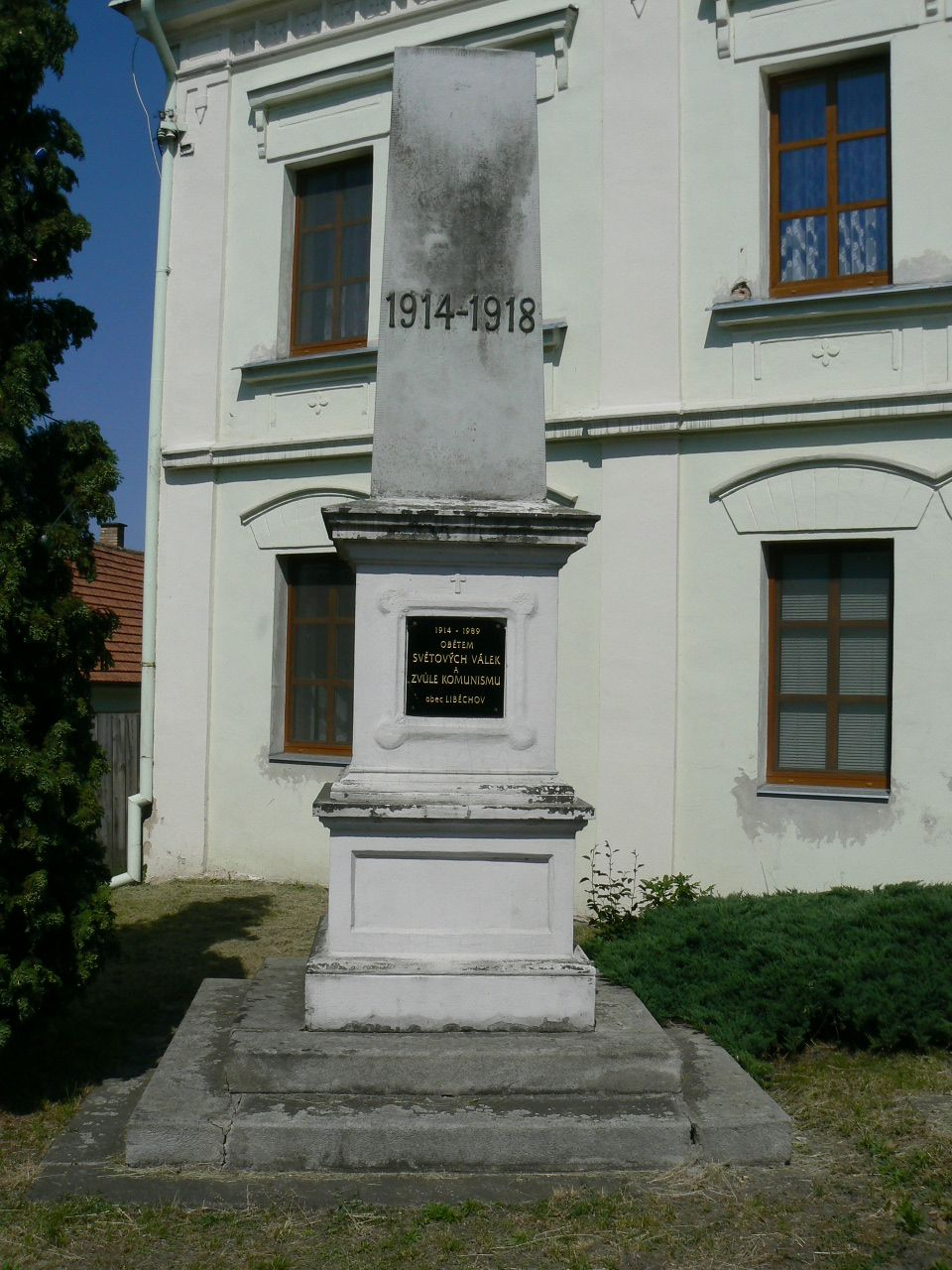
Pomník obětem světových válek a komunismu

- Zámek Liběchov barokně přestavěný z renesanční tvrze podle plánů F. M. Kaňky z let 1725–1730, se zámeckým parkem a sochami F. M. Brauna a I. F. Platzera.
- Kostel svatého Havla z let 1738–1741, obdélná stavba s příčnou lodí, bohatým sloupovým průčelím a zvlněnou římsou. Fresky od J. P. Molitora z roku 1741, vnitřní zařízení: oltáře dřevořezby, většinou rokokové, nebo klasicistní z konce 18. století, dva mramorové náhrobníky Belviců z Nostvic. Na schodišti ke kostelu byla socha sv. Antonína z roku 1739, roku 2000 ukradená.
- Kostel svatého Ducha na vrchu nad vsí, stavěný v letech 1654, 1680 a kolem 1730, se zvonicí z roku 1823, s prázdnými hrobkami Villaniů, Veithů a Waagnerů; poprvé zrušen a odsvěcen roku 1782, podruhé roku 1950, v souvislosti s akcí Kláštery; zpustl v letech 1950–1989, vnitřní zařízení chybí.
- Křížová cesta z obce ke kostelu sv. Ducha, 14 výklenkových kaplí z roku 1780.
- Kaple Boží Voda, barokní kolem 1750.
- Sochy svatého Jana Nepomuckého a svatého Prokopa na náměstí, kolem 1740
- Socha žehnajícího Krista Spasitele u silnice k Mělníku, dílo Franze Xavera Linna z roku 1842
- Jeskyně Klácelka vytesaná v pískovci ve stráni při silnici do Tupadel s fantastickými figurami od Václava Levého z roku 1845.
- Nedaleko je ve skále vytesaný Blaník od téhož autora z let 1845–1850 s nadživotními reliéfy Zdeňka Zásmuckého, Jana Žižky, Prokopa Holého a trpaslíků.[17]
- Sbor Českobratrské církve evangelické (bývalá škola)
- Pivovar – barokní budova, nyní slouží jako depozitář Národního muzea v Praze
- Katolická fara
- Empírový Papouškův mlýn[18]
- Secesní Janouškova vila
- Moučkova vila ve slohu art deco s okny podle návrhu J. Kaplického, dnes Rezidence Liběchov
- Rozhraničník na okraji obce směrem k Mělníku, dórský sloup s křížem z r. 1858, hraniční kámen kraje Litoměřického, Mladoboleslavského a Rakovnického; za války hranice Protektorátu a Německé Říše, poničen 1981, 1984 osazen o několik metrů od původního místa, patka a sloup původní, hlavice nová.[19]

## Doprava
Dopravní síť

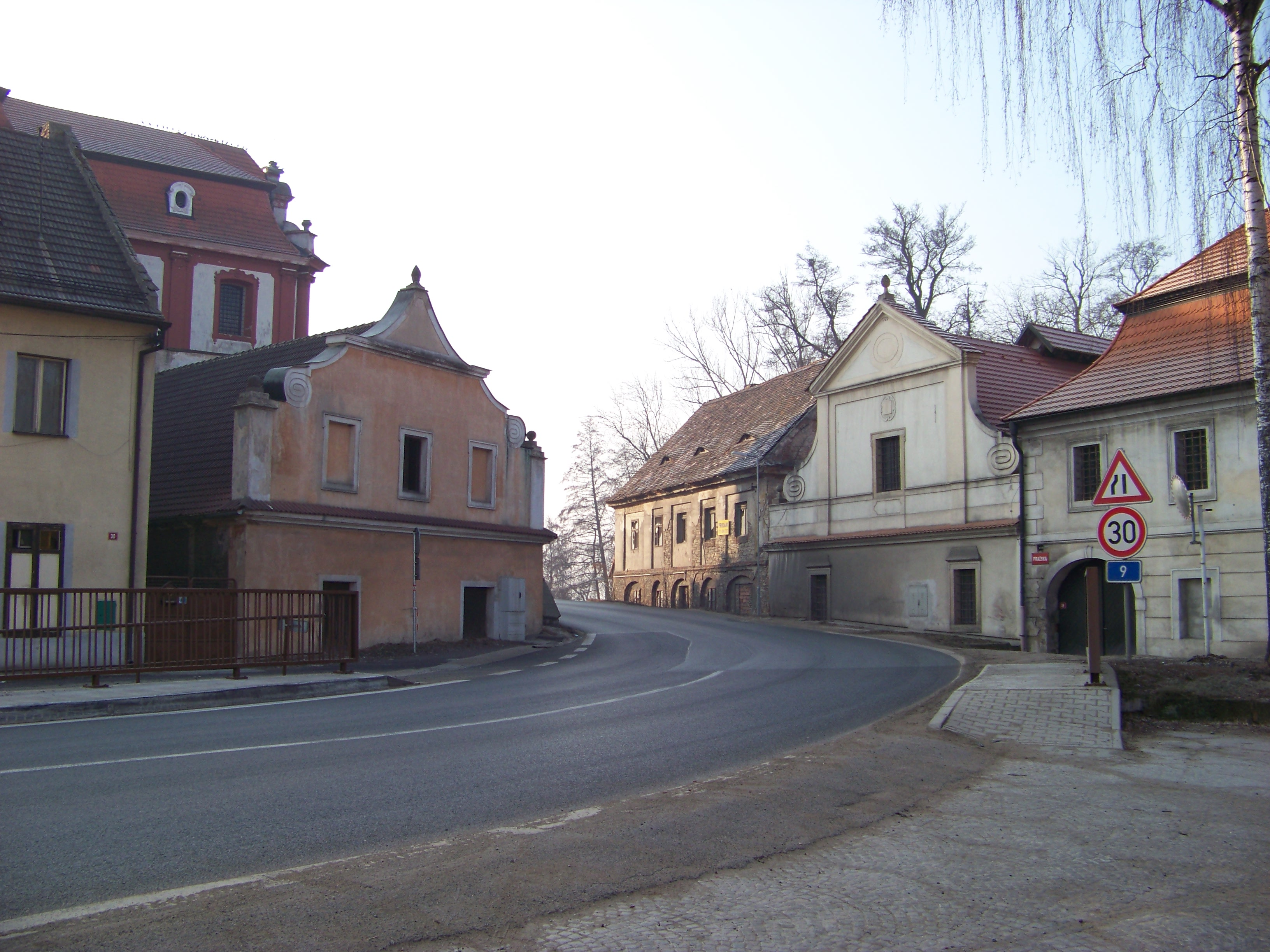
Průjezd silnice I. třídy v nejužším místě se zde neřešil demolicí historických budov, ale omezením rychlosti.

- Pozemní komunikace – Městem prochází silnice I/9 Zdiby - Mělník - Liběchov - Česká Lípa - Nový Bor - Rumburk, z města vychází silnice II/261 Liběchov - Štětí - Litoměřice - Ústí n. L.-Střekov - Děčín.

- Železnice – Město Liběchov leží na železniční trati 072 Lysá nad Labem - Mělník - Litoměřice - Ústí nad Labem západ. Jedná se o dvoukolejnou elektrizovanou celostátní trať zařazenou do evropského železničního systému, doprava byla zahájena roku 1874. Na území města leží železniční stanice Liběchov, rychlíky jí projíždějí.

Veřejná doprava 2012
- Autobusová doprava – Městem projížděly dálkové autobusové linky Praha-Jablonné v Podještědí, Nový Bor-Česká Lípa-Praha a Jablonné v Podj.-Doksy-Dubá-Mělník-Praha. Ve městě měly zastávky příměstské autobusové linky jedoucí do těchto cílů: Dobřeň, Kokořín, Mělník, Praha, Štětí (dopravci ČSAD Střední Čechy, a. s. a Kokořínský SOK, s. r. o.).

- Železniční doprava – V železniční stanici Liběchov zastavovalo v pracovních dnech 10 osobních vlaků, o víkendech 7 osobních vlaků.

## Turistika
- Cyklistika – Městem vedou cyklotrasy Labská vinařská cesta z Mělníka, č. 0057 do Tuhaně a Lhoty, č. 0012 do Dobřeně a č. 0010 na Kokořín.

- Pěší turistika – Územím města vedou turistické trasy  Liběchov - Želízy - Tupadly - Had - Liběchov a  Mělník - Liběchov - Tupadly - Dubá.

## Galerie

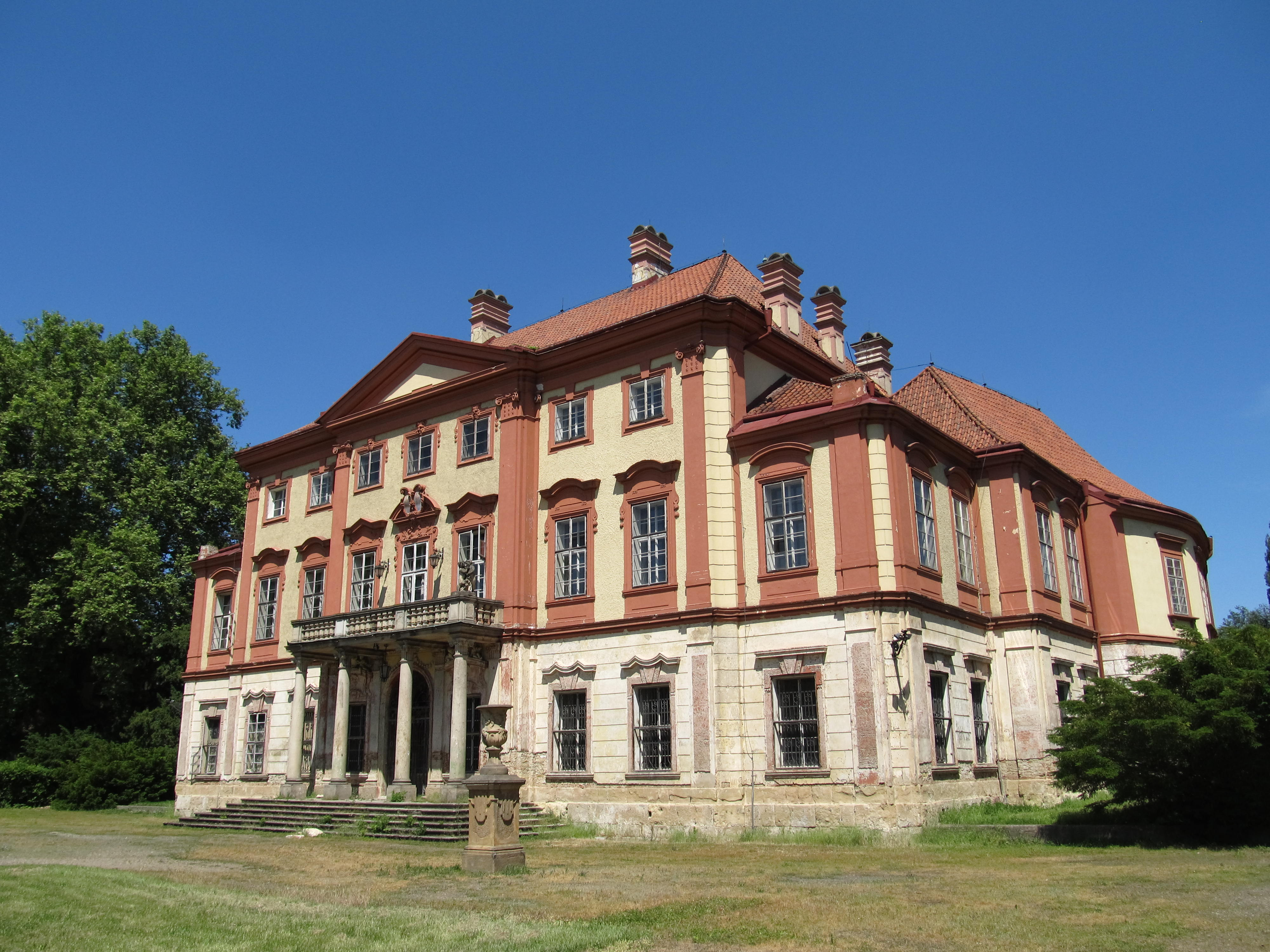
Zámek
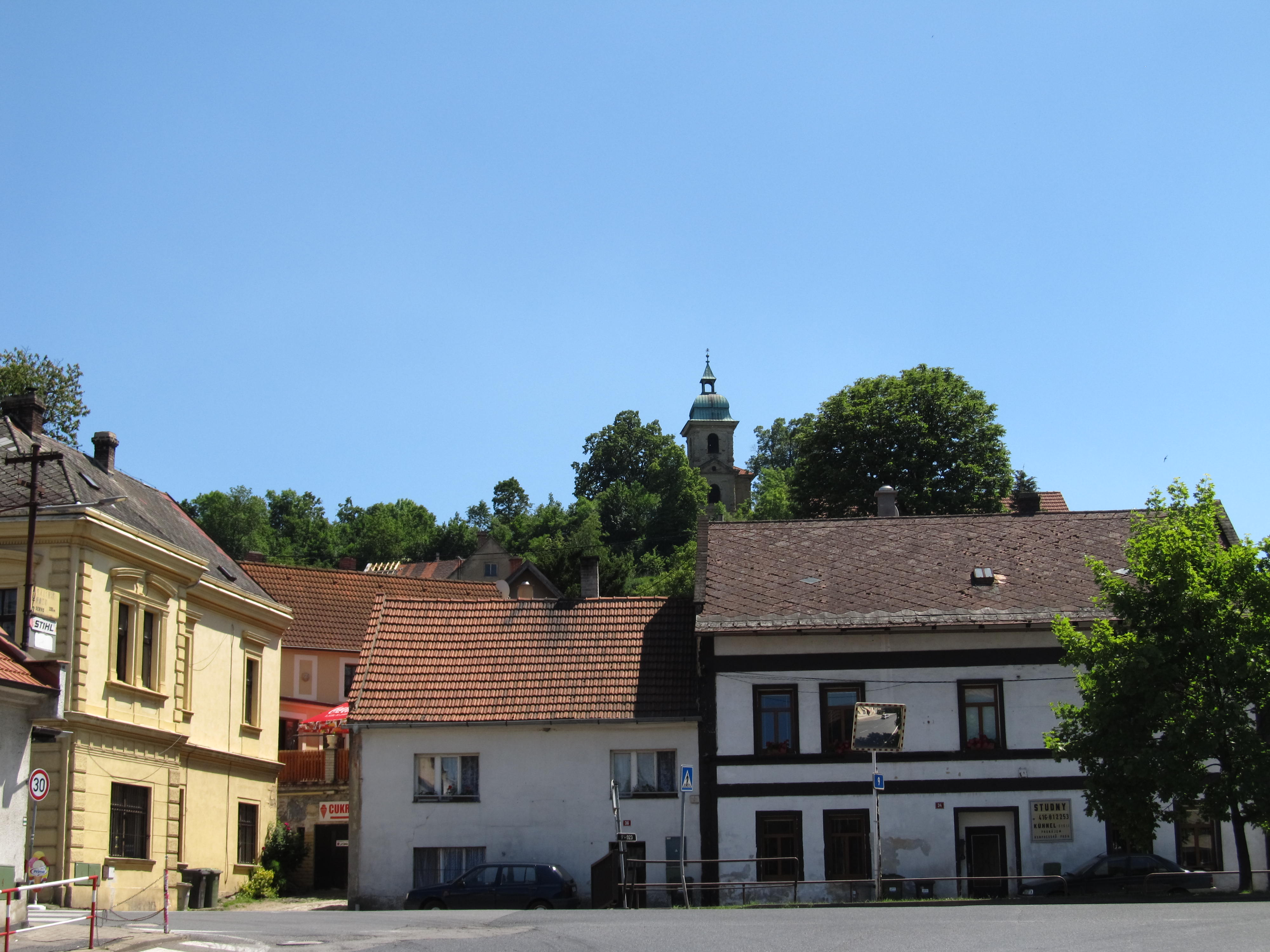
Náměstí Václava Levého
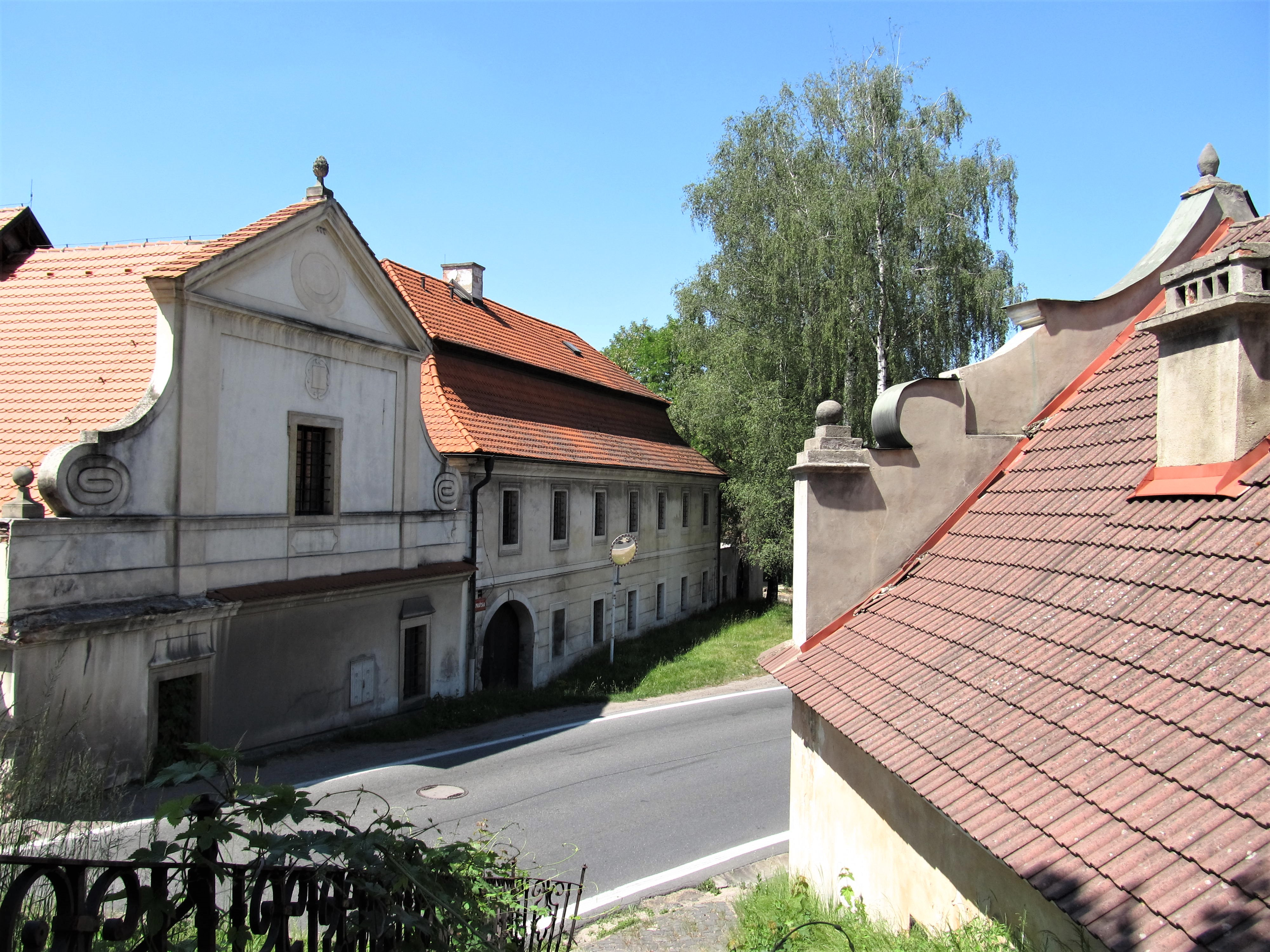
Pohled od kostela sv. Havla do Pražské ulice
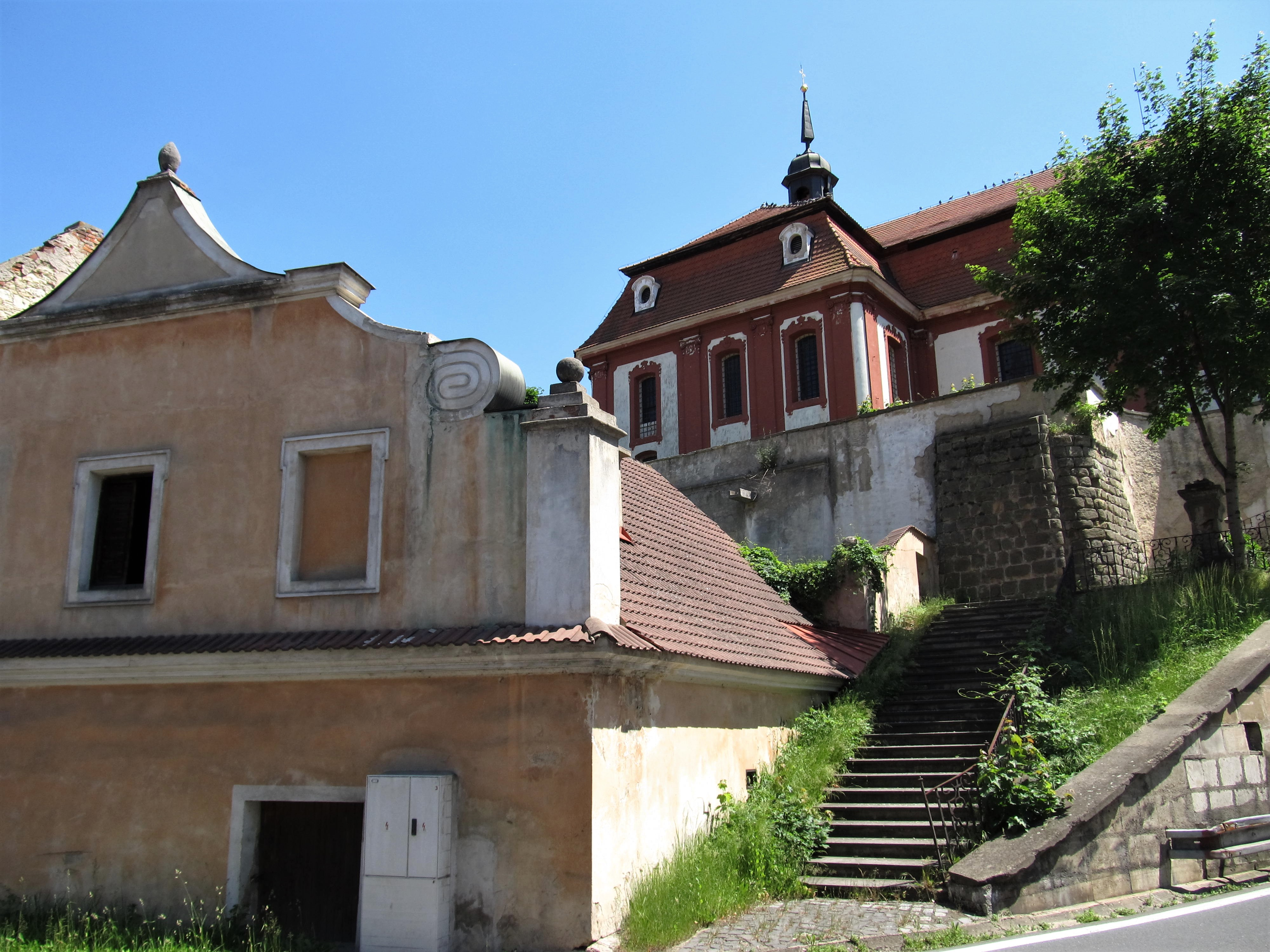
Pohled z Pražské ulice ke kostelu sv. Havla
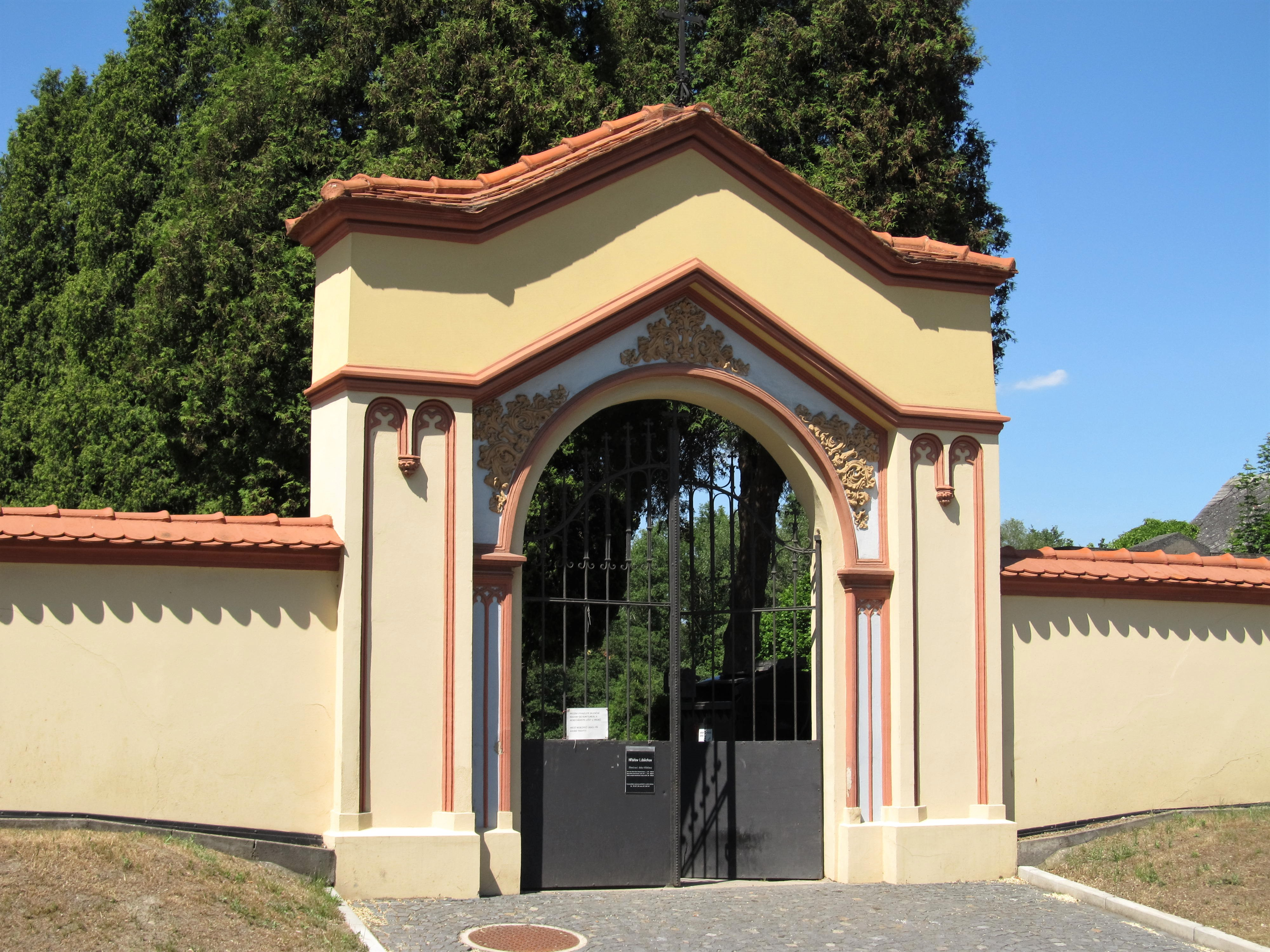
Hřbitovní brána
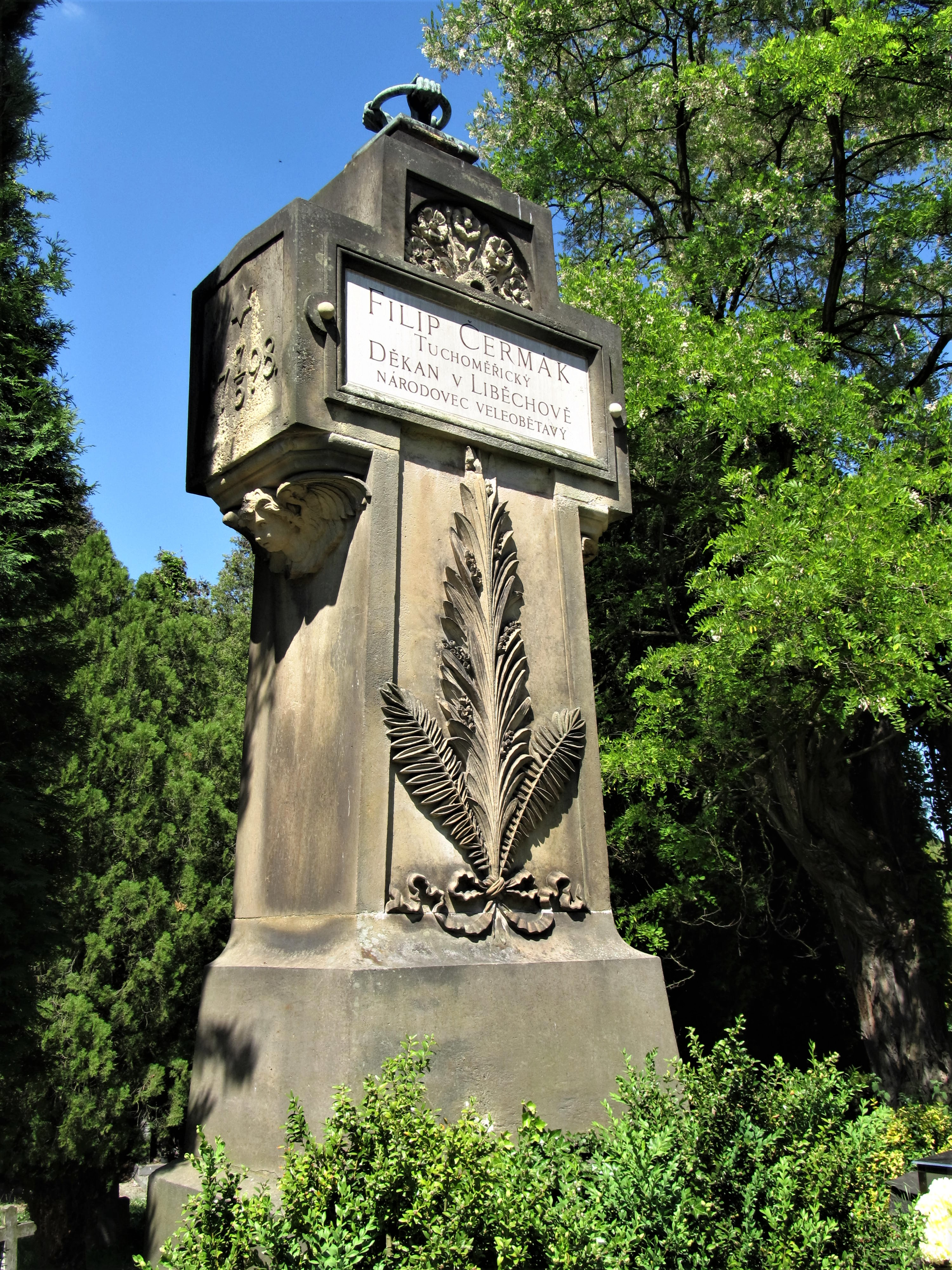
Hrobka liběchovského faráře Filipa Čermáka
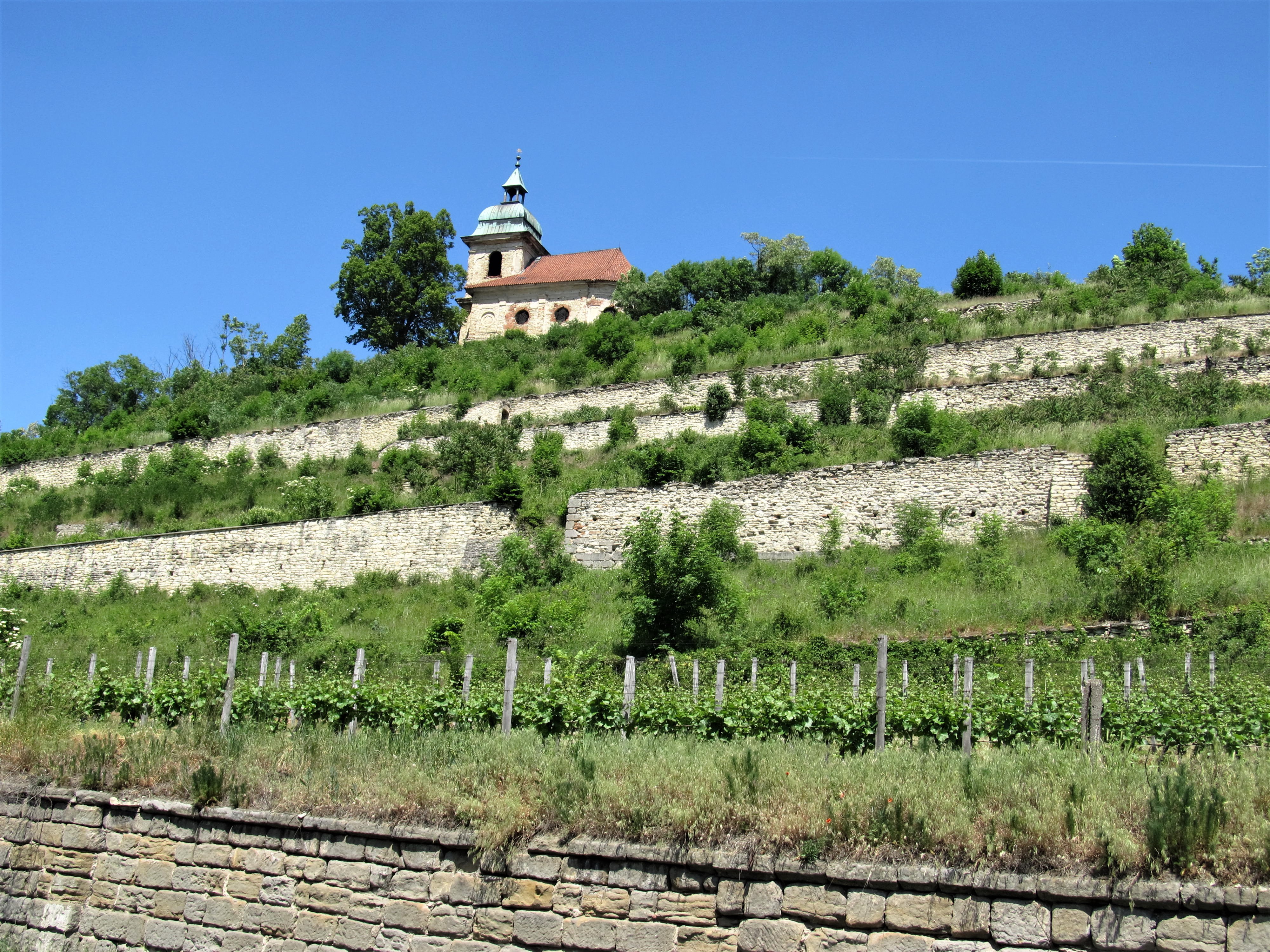
Kaple sv. Ducha